# Eriophorum
Eriophorum es un género con 25 especies de plantas con flores de la familia Cyperaceae. Se encuentran en el hemisferio norte en hábitat ácidos, siendo particularmente abundantes en la tundra Ártica. Comprende 93 especies descritas y de estas, solo 27 aceptadas.

## Descripción
Son plantas herbáceas perennes con brillantes hojas como hierbas. Las cabezas con las semillas se cubren con una masa algodonosa que transporta el viento para su dispersión. 

## Taxonomía
El género fue descrito por Carlos Linneo y publicado en Species Plantarum 1: 52. 1753. La especie tipo es: Eriophorum virginicum L.
Etimología
Eriophorum: nombre genérico que deriva del griego antiguo Erióphorum = que produce lana o algodón –gr. érion, -ou n. = lana, algodón; gr. phorós, -ón = que lleva en sí, que produce. Por el aspecto algodonoso de las infrutescencias, al estar cada perianto formado por un anillo denso de cerdas acrescentes y muy blancas.

## Especies
- Eriophorum angustifolium Honck.
- Eriophorum × beringianum Raymond
- Eriophorum brachyantherum Trautv. & C.A.Mey.
- Eriophorum callitrix Cham. ex C.A.Mey.
- Eriophorum chamissonis C.A.Mey.
- Eriophorum crinigerum (A.Gray) Beetle
- Eriophorum × fellowsii (Fernald) M.S.Novos.
- Eriophorum gracile Koch
- Eriophorum × gracilifolium M.S.Novos.
- Eriophorum humile Turcz.
- Eriophorum latifolium Hoppe
- Eriophorum × medium Andersson
- Eriophorum × polystachiovaginatum Beauverd
- Eriophorum × pylaieanum Raymond
- Eriophorum × rousseauianum Raymond
- Eriophorum scabriculme (Beetle) Raymond
- Eriophorum scheuchzeri Hoppe
- Eriophorum tenellum Nutt.
- Eriophorum tolmatchevii M.S.Novos.
- Eriophorum transiens Raymond
- Eriophorum vaginatum L.
- Eriophorum virginicum L.
- Eriophorum viridicarinatum (Engelm.) Fernald

Sources: